# Novo Szelo (Radovis)
Novo Szelo (macedónul: Ново Село) település Észak-Macedóniában, a Délkeleti körzetben, a Radovisi járásban.

## Népesség
| Lakosok száma | 243  | 284  | 71   | 7    |      |
|               | 1948 | 1953 | 1961 | 1971 | 1981 |

- 2002-ben lakatlan település, korábban macedónok lakták.